# ロベルト・ヴィットーリ
ロベルト・ヴィットーリ（Roberto Vittori、1964年10月15日-）は、ラツィオ州ヴィテルボ出身の欧州宇宙機関所属のイタリアの宇宙飛行士である。

## キャリア
彼は1989年にイタリア空軍士官学校を卒業し、アメリカ合衆国で訓練を行った。アメリカ海軍テストパイロット学校を卒業する前に、彼はイタリア空軍のトーネード IDSで飛行を行った。その後、欧州の新しい航空機であるユーロファイター タイフーンの開発に従事するため、イタリアのテストセンターでプロジェクトパイロットとして勤めた。1991年から1994年までは、ピアチェンツァの第155部隊に所属してトーネード IDSで飛行した。この時、彼は空中給油の資格を得た。彼はF-104、F/A-18、G.222等40種類の異なる飛行機で1700時間以上の飛行経験を持つ。
1998年8月、欧州宇宙機関に選ばれ、ジョンソン宇宙センターで訓練を行った。訓練と評価を経て、ヴィットーリはアメリカ航空宇宙局で働くようになった。

## ソユーズTM-34
2002年4月25日から5月5日まで、ヴィットーリは、ロシア連邦宇宙局とイタリア宇宙機関、欧州宇宙機関の合意に基づき、ソユーズTM-34で国際宇宙ステーション（ISS）を訪れた。ISS滞在中、彼は欧州の持ち込んだ4つの実験を行った。緊急の場合の「救命艇」を取り付ける作業も成功した。ヴィットーリはソユーズTM-33で地球に帰還した。

## ソユーズTMA-6
2005年4月15日、ヴィットーリはISSへの自身2度目の飛行となるソユーズTMA-6のミッションに参加した。4月24日にソユーズTMA-5で地球に帰還した。彼は欧州の宇宙飛行士では初めてISSを2回訪れ、上肢の疲労や草本植物の発芽の実験を行った。

## STS-134
2011年、ヴィットーリはSTS-134にフライトエンジニアとして参加した。彼はスペースシャトルで飛行する最後の欧州宇宙機関の宇宙飛行士、また最後のアメリカ国民以外の宇宙飛行士となった。